# Itea riparia
Itea riparia är en tvåhjärtbladig växtart som beskrevs av Collett och Hemsl.. Itea riparia ingår i släktet Itea och familjen Iteaceae. Inga underarter finns listade i Catalogue of Life.